# Neoguraleus interruptus
Neoguraleus interruptus é uma espécie de gastrópode do gênero Neoguraleus, pertencente a família Mangeliidae.